# Revest-des-Brousses
Revest-des-Brousses is een gemeente in het Franse departement Alpes-de-Haute-Provence (regio Provence-Alpes-Côte d'Azur). De plaats maakt deel uit van het arrondissement Forcalquier.

## Geografie
De oppervlakte van Revest-des-Brousses bedroeg op 1 januari 2022 22,95 vierkante kilometer; de bevolkingsdichtheid was toen 11,5 inwoners per km².
De onderstaande kaart toont de ligging van Mallemoisson met de belangrijkste infrastructuur en aangrenzende gemeenten.

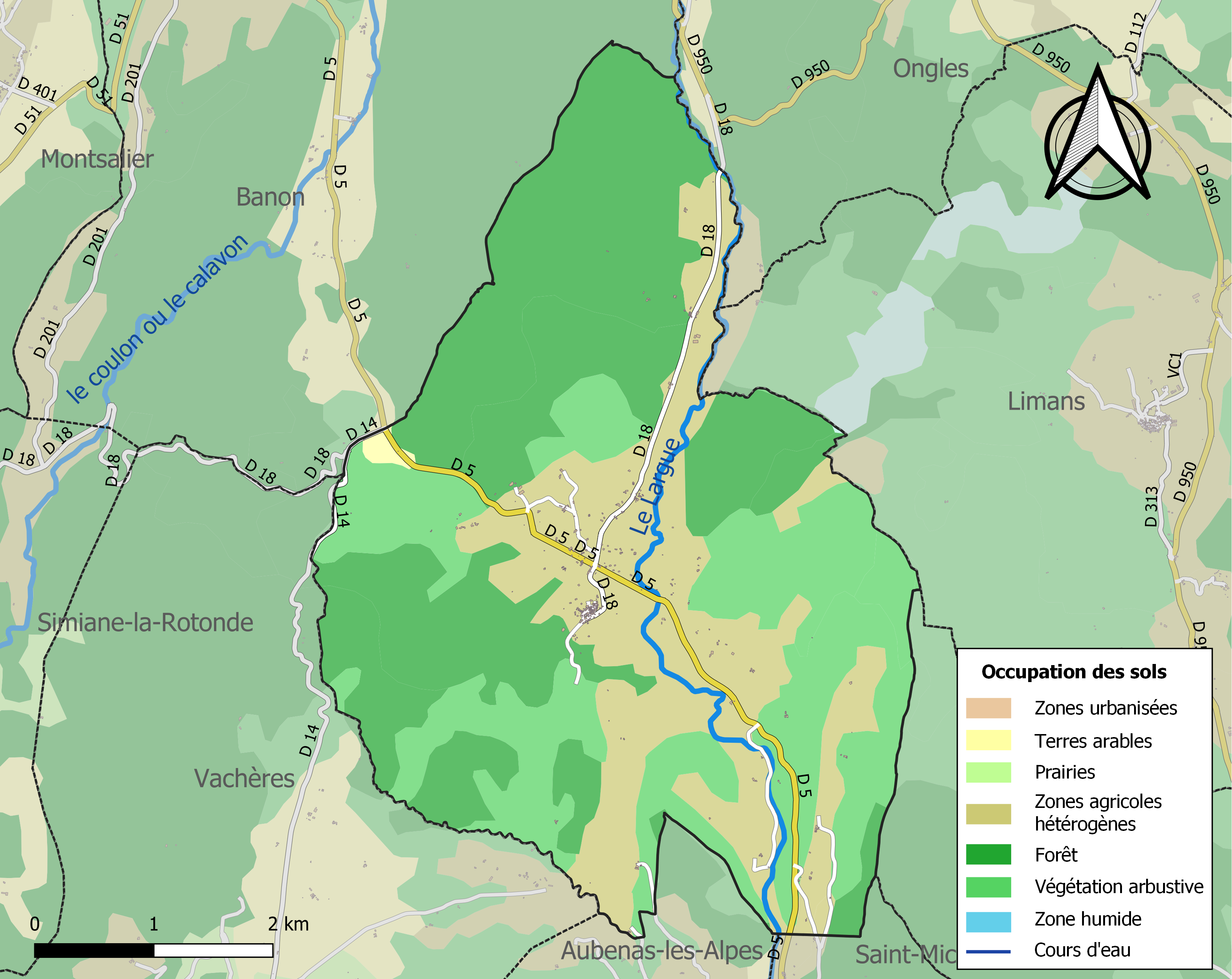

## Demografie
Onderstaande figuur toont het verloop van het inwonertal (bron: INSEE-tellingen).
Vanwege een beveiligingsprobleem met de MediaWiki Graph-software is het momenteel niet mogelijk deze grafiek weer te geven. Zodra de software is bijgewerkt zal de grafiek vanzelf weer zichtbaar worden.

## Afbeeldingen

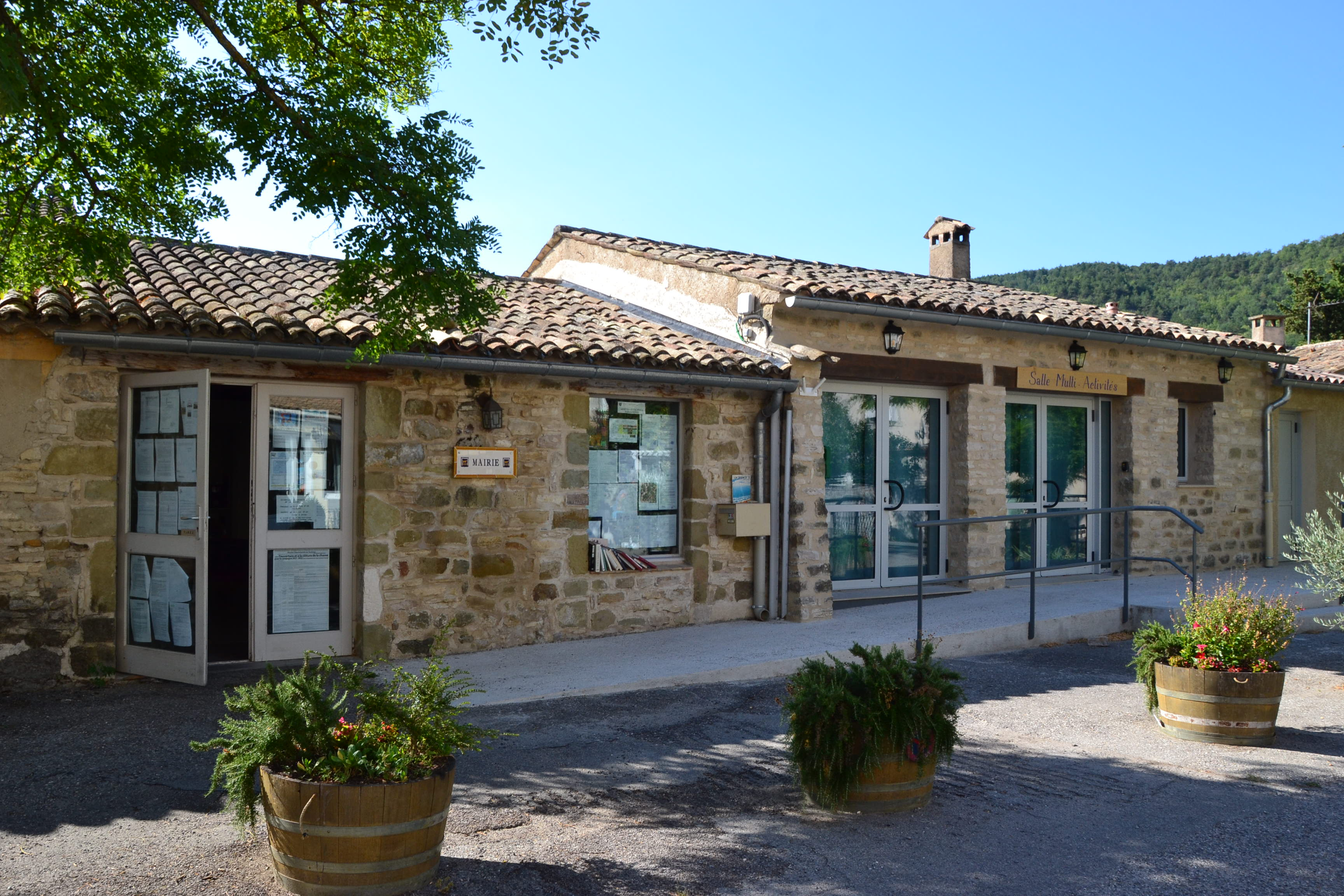
Gemeentehuis en feestzaal
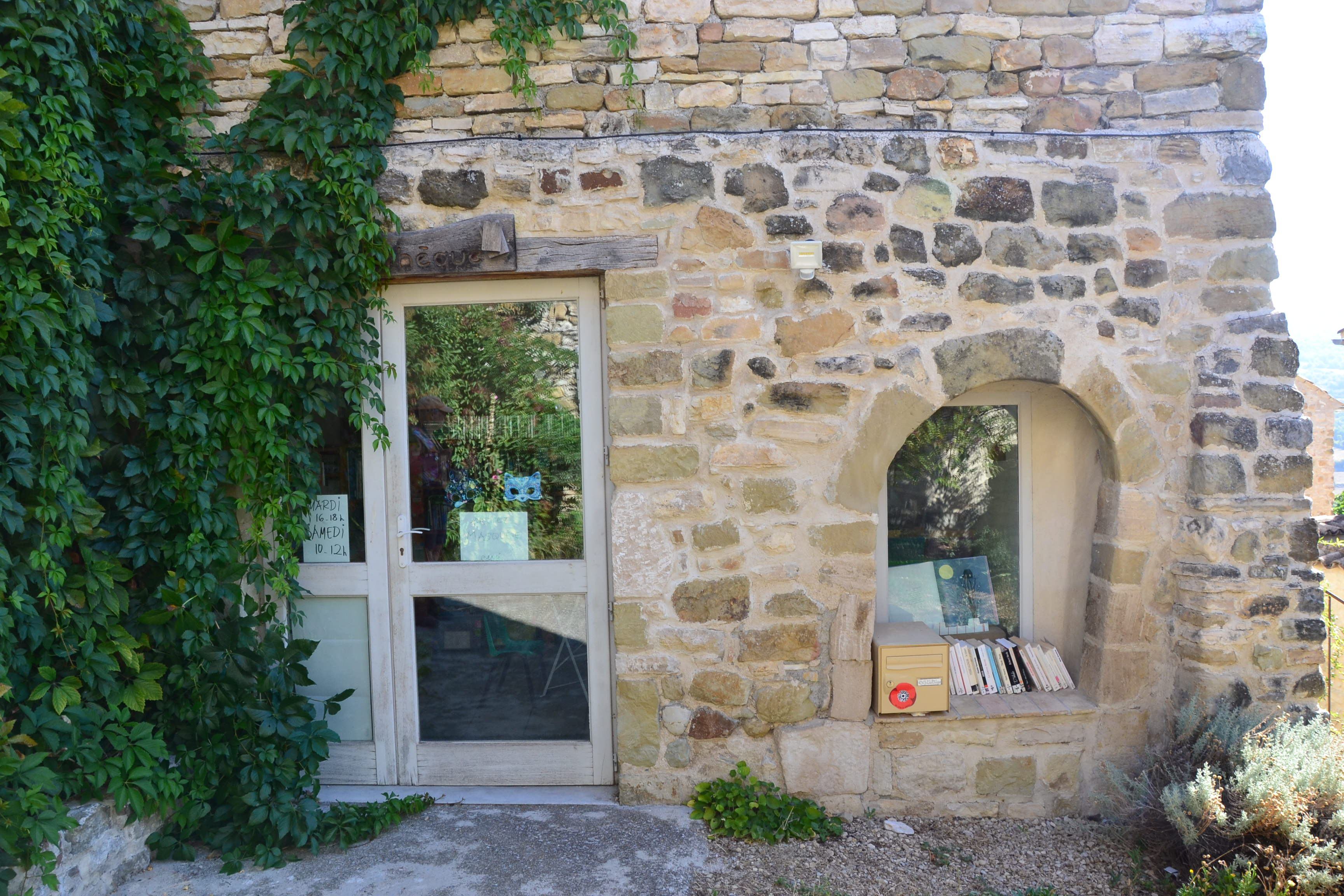
Bibliotheek